# Paul Rogers (acteur)
Pour les articles homonymes, voir Rogers et Paul Rogers.
Paul Rogers — né le 22 mars 1917 à Plympton (en) (Devon, Angleterre) et mort le 6 octobre 2013 à Londres — est un acteur anglais.

## Biographie
Très actif au théâtre, longtemps membre de la Royal Shakespeare Company, Paul Rogers joue notamment durant sa carrière au théâtre Old Vic de Londres et à l'Old Vic de Bristol. Parmi les pièces notables qu'il interprète dans son pays natal, mentionnons L'Avare de Molière (1950, avec Leo McKern et Diana Churchill), Jules César (1955-1956, avec John Neville et Rosemary Harris) et Le Roi Lear (1957-1958, avec Barbara Jefford et Jack Gwillim ; 1989, avec Eric Porter et Gemma Jones) de William Shakespeare, ou encore Le Revizor de Nicolas Gogol (1966, avec Paul Scofield et David Warner).
Il joue également à Broadway (New York), la première fois en 1956-1957, dans quatre pièces de William Shakespeare produites par le Théâtre Old Vic déjà nommé, dont Roméo et Juliette (avec John Neville et Claire Bloom dans les rôles-titre). Suivent entre autres Le Retour d'Harold Pinter (1967, avec Michael Craig et Ian Holm) et Le Limier d'Anthony Shaffer (1971, avec Keith Baxter), son avant-dernière pièce à Broadway — la dernière est représentée en 1981-1982 —.
Ses prestations à Broadway lui valent trois distinctions (voir détails ci-dessous), dont un Tony Award du meilleur acteur gagné en 1967, pour Le Retour précité (pièce d'abord interprétée à Londres).
Au cinéma, Paul Rogers contribue à trente films (majoritairement britanniques, parfois américains ou en coproduction), le premier sorti en 1952. Citons Le Beau Brummel de Curtis Bernhardt (1954, avec Stewart Granger et Elizabeth Taylor), Billy Budd de Peter Ustinov (1962, avec Terence Stamp et Robert Ryan), Les Souliers de saint Pierre de Michael Anderson (1968, avec Anthony Quinn et Laurence Olivier) et Oscar et Lucinda de Gillian Armstrong (son dernier film, 1997, avec Ralph Fiennes et Cate Blanchett).
À la télévision (britannique essentiellement), il apparaît dans douze téléfilms entre 1954 et 1994, dont Othello de Tony Richardson (1955, avec Rosemary Harris) et Le Prince et le Pauvre de Don Chaffey (1962, avec Guy Williams et Laurence Naismith).
S'ajoutent trente-six séries à partir de 1953, dont Destination Danger (un épisode, 1961) et Kavanagh (sa dernière série, un épisode, 1995).

## Théâtre

### En Angleterre (sélection)
(pièces jouées à Londres, sauf mention contraire)
- 1950 : Hamlet de William Shakespeare
- 1950 : L'Avare (The Miser) de Molière, mise en scène de Tyrone Guthrie
- 1950-1951 : La Foire de la Saint-Barthélémy (Bartholomew Fair) de Ben Jonson
- 1950-1951 : Électre (Electra) de Sophocle
- 1951-1952 : Le Songe d'une nuit d'été (A Midsummer Night's Dream) de William Shakespeare, mise en scène de Tyrone Guthrie
- 1952-1953 : Le Marchand de Venise (The Merchant of Venice) de William Shakespeare
- 1953-1954 : L'Employé de confiance (The Confidential Clerk) de T. S. Eliot
- 1954-1955 : Comme il vous plaira (As You Like It) de William Shakespeare, mise en scène de Robert Helpmann
- 1955-1956 : Jules César (Julius Caesar) de William Shakespeare
- 1957-1958 : Le Roi Lear (King Lear) de William Shakespeare
- 1958 : L'Homme d'État âgé (The Elder Statesman) de T. S. Eliot
- 1962 : Photo Finish de Peter Ustinov, mise en scène de Nicholas Garland et Peter Ustinov
- 1965 : Timon d'Athènes (Timon of Athens) de William Shakespeare, mise en scène de John Schlesinger (à Stratford-upon-Avon)
- 1965 : Le Retour (The Homecoming) d'Harold Pinter, mise en scène de Peter Hall
- 1966 : Le Revizor (The Government Inspector) de Nicolas Gogol, mise en scène de Peter Hall
- 1970 : The Happy Apple de Jack Pulman
- 1971 : Le Limier (Sleuth) d'Anthony Shaffer
- 1975 : The Return of A. J. Raffles de Graham Greene, mise en scène de David Hugh Jones
- 1977 : The Madras House d'Harley Granville Barker
- 1979 : You Can Never Tell de George Bernard Shaw
- 1986 : La Charrette de pommes (The Apple Cart) de George Bernard Shaw
- 1988 : Danger: Memory! d'Arthur Miller, mise en scène de Jack Gold
- 1989 : Le Roi Lear (King Lear) de William Shakespeare
- 1990 : L'Argent des autres (Other People's Money) de Jerry Sterner

### À Broadway (intégrale)
(pièces, sauf mention contraire)
- 1956-1957 : Richard II (King Richard II) de William Shakespeare : Jean de Gand
- 1956-1957 : Roméo et Juliette (Romeo and Juliet) de William Shakespeare, musique de scène de Brian Easdale, mise en scène de Robert Helpmann : Mercutio
- 1956-1957 : Macbeth de William Shakespeare, musique de scène de Brian Easdale : rôle-titre
- 1956-1957 : Troïlus et Cressida (Troilus and Cressida) de William Shakespeare, mise en scène de Tyrone Guthrie : Pandare
- 1963 : Photo Finish de Peter Ustinov, mise en scène de Nicholas Garland et Peter Ustinov : Reginald Kinsale, Esq.
- 1967 : Le Retour (The Homecoming) d'Harold Pinter : Max (rôle repris dans l'adaptation au cinéma de 1973 : voir filmographie ci-dessous)
- 1968 : Here's Where I Belong, comédie musicale, musique de Robert Waldman, lyrics d'Alfred Uhry, livret d'Alex Gordon, d'après le roman À l'est d'Éden (East of Eden) de John Steinbeck, chorégraphie de Tony Mordente : Adam Trask
- 1971 : Le Limier (Sleuth) d'Anthony Shaffer : Andrew Wyke (remplacement)
- 1981-1982 : L'Habilleur (The Dresser) de Ronald Harwood : Sir[1]

## Filmographie partielle

### Cinéma
- 1952 : Meurtre dans la cathédrale (Murder in the Cathedral) de George Hoellering : le quatrième chevalier
- 1954 : Le Vagabond des îles (The Beachcomber) de Muriel Box : le révérend Owen Jones
- 1954 : Le Beau Brummel (Beau Brummel) de Curtis Bernhardt : William Pitt
- 1954 : Svengali (en) de Noel Langley : Taffy
- 1959 : Notre agent à La Havane (Our Man in Havana) de Carol Reed : Hubert Carter
- 1960 : Les Procès d'Oscar Wilde (The Trials of Oscar Wilde) de Ken Hughes : Frank Harris
- 1960 : Interrogatoire secret (A Circle of Deception) de Jack Lee : le major William Spence
- 1961 : Pas d'amour pour Johnny (No Love for Johnnie) de Ralph Thomas : Sydney Johnson
- 1961 : La Marque (The Mark) de Guy Green : Roy Milne
- 1962 : Accusé, levez-vous (Life for Ruth) de Basil Dearden : l'avocat Hart Jacobs
- 1962 : Billy Budd de Peter Ustinov : le premier lieutenant Philip Seymour
- 1963 : Les Heures brèves (Stolen Hours) de Daniel Petrie : Dr Eric McKenzie
- 1964 : Le Secret du docteur Whitset (The Third Secret) de Charles Crichton : Dr Milton Gellen
- 1965 : He Who Rides a Tiger de Charles Crichton : Taylor
- 1968 : Les Souliers de saint Pierre (The Shoes of the Fisherman) de Michael Anderson : le moine augustin
- 1968 : Le Songe d'une nuit d'été (A Midsummer Night's Dream) de Peter Hall : Bottom
- 1970 : The Reckoning (en) de Jack Gold : John Hazlitt
- 1970 : Le Miroir aux espions (The Looking Glass War) de Frank Pierson : Haldane
- 1973 : The Homecoming de Peter Hall : Max
- 1974 : The Abdication d'Anthony Harvey : Altieri
- 1974 : Lost in the Stars (en) de Daniel Mann : James Jarvis
- 1997 : Oscar et Lucinda (Oscar and Lucinda) de Gillian Armstrong : un délégué au jeu

### Télévision

#### Séries
- 1961 : Destination Danger (Danger Man), saison 1, épisode 24 La Potence (The Gallows Tree) : Laing
- 1995 : Kavanagh (Kavanagh QC), saison 1, épisode 1 Rien que la vérité (Nothing But the Truth) de Colin Gregg : le juge Granville

#### Téléfilms
- 1955 : Othello de Tony Richardson : Iago
- 1962 : Le Prince et le Pauvre (The Prince and the Pauper) de Don Chaffey : Henri VIII
- 1975 : The Secret Agent d'Herbert Wise : M. Verloc
- 1984 : Edwin de Rodney Bennett : Thomas Marjoriebanks
- 1987 : The Lady's Not for Burning de Julian Amyes : Edward Tappercoom
- 1988 : Le Dixième Homme (The Tenth Man) de Jack Gold : Breton
- 1994 : The Return of the Native de Jack Gold : le capitaine Vye

## Distinctions (sélection)
- 1963 : Nomination au Tony Award du meilleur acteur de second rôle dans une pièce pour Photo Finish ;
- 1967 : Tony Award du meilleur acteur dans une pièce gagné pour Le Retour ;
- 1982 : Nomination au Drama Desk Award du meilleur acteur dans une pièce pour L'Habilleur.